# Ahlam Mostaghanemi
Ahlam (sau Ahlem) Mosteghanemi (n. 13 aprilie 1959, Tunis, Tunisia) este fiica liderului revoluționar Mohammed Chérif și o importantă scriitoare din Algeria. Ea a fost prima femeie de origine algeriană a căror opere au fost traduse în engleză. Operele sale reflectă dilemele postcoloniale.
În prezent Ahlam Mostaghanemi locuiește la Beirut, Liban.